# Seagry
Seagry è un piccolo villaggio e una parrocchia civile della contea del Wiltshire che si trova a circa 4,5 miglia a sud-est di Malmesbury e 5,5 miglia a nord-est di Chippenham nel Sud Ovest dell'Inghilterra, Regno Unito.

## Geografia

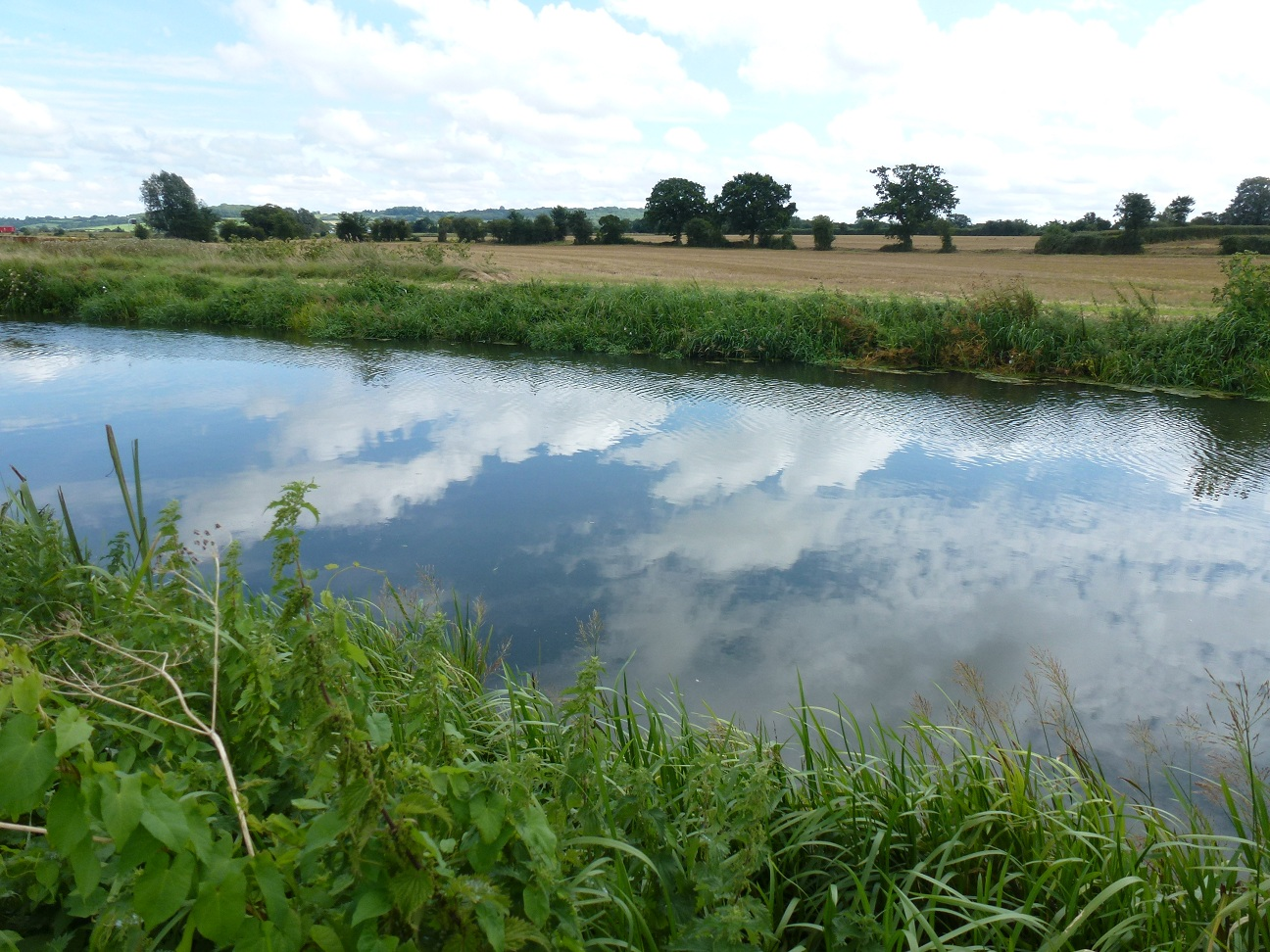
L'alto corso del fiume Avon nel territorio di Seagry

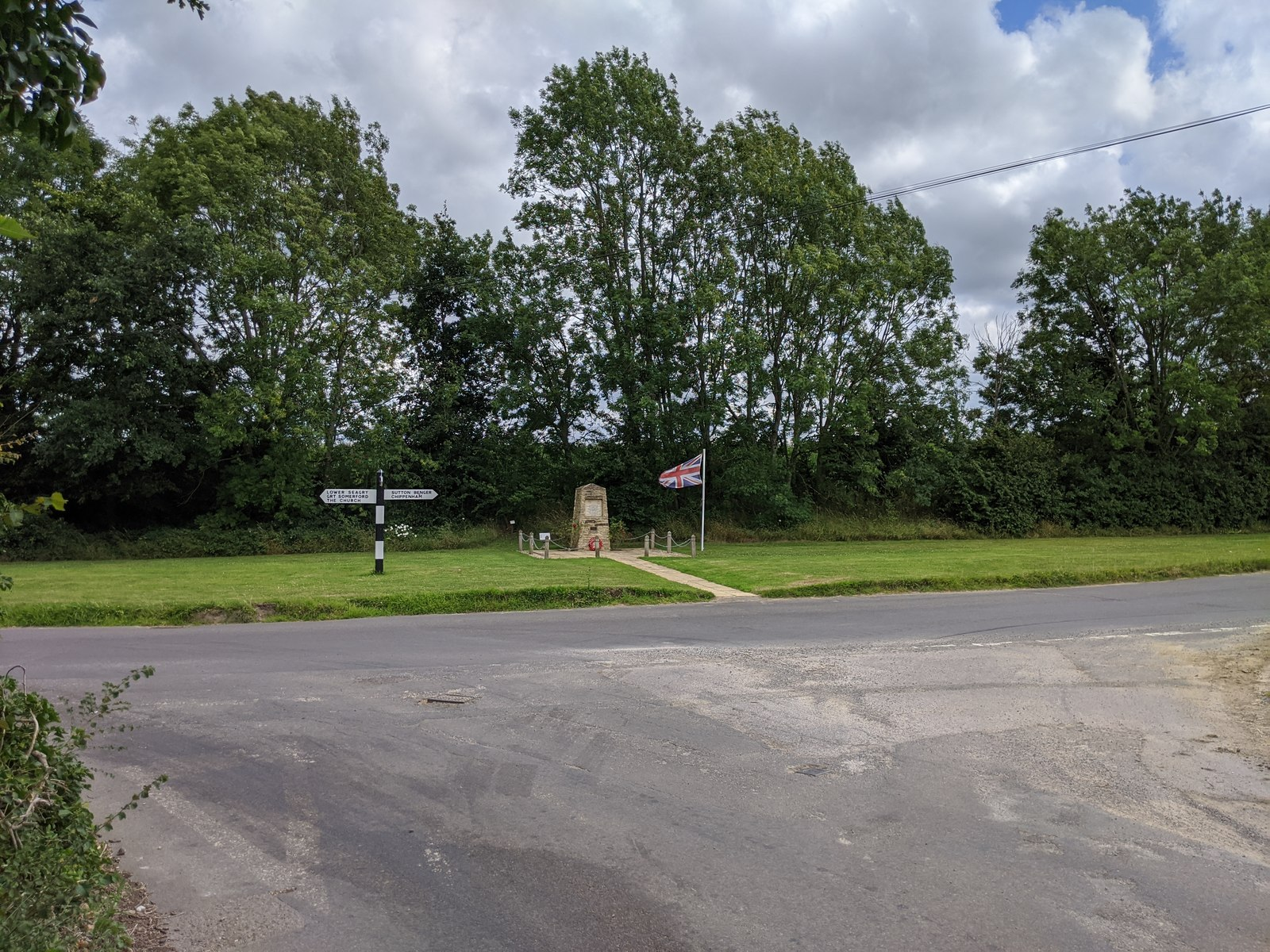
Monumento ai Caduti durante le guerre mondiali

Il territorio di Seagry non è molto esteso ed è situato sull'Avon. Comprende i due piccoli centri di Upper Seagry e Lower Seagry. Anticamente la forma dell'area era triangolare. Il suo confine orientale, con Christian Malford, era segnato dal Bristol Avon e quello occidentale, con Sutton Benger e Stanton St. Quintin, da un affluente dell'Avon. I confini con Christian Malford e Sutton Benger furono registrati nell'XI o XII secolo. Il confine settentrionale rettilineo con Great Somerford, parte di una linea che divide anche coppie di parrocchie a est e a ovest di Seagry, fu probabilmente tracciato in una prima recinzione. Il territorio è quasi pianeggiante. Il punto più alto, Seagry Hill, raggiunge i 73 metri, e il più basso accanto all'Avon si trova a circa 50 metri. Vi sono affioramenti di sabbie a est. Le zone alluvionali con ghiaia sono vicino all'Avon, dove la terra è stata utilizzata come prati umidi.

## Storia
Vi sono tracce di insediamenti risalenti al Paleolitico superiore e della tarda età del bronzo. La parrocchia civile è formata, almeno sin dal XII secolo, da due villaggi separati tra loro.
- Lower Seagry almeno dal XIII secolo si chiamava anche Nether Seagry. Nel 1720 e nel 1987 l'insediamento era attorno alla chiesa e attorno all'incrocio della strada che correva verso est dalla Great Somerford Road con la strada per la chiesa. La chiesa era presente sin XII secolo. La casa padronale di Lower Seagry potrebbe essere stata situata a sud-est della chiesa nel 1447 o prima sul sito della fattoria della chiesa (Church Farm). Un fienile di macerie di pietra con un tetto di ardesia di pietra, un camino e una carreggiata centrale fu costruito tra la chiesa e quel sito nel XV secolo. La canonica a nord della chiesa fu trasformata in tre cottage durante il XX secolo.[1][2][3]
- Upper Seagry venne chiamato Over Seagry nel 1317 e si sviluppò a est e a ovest della strada Malmesbury e principalmente a sud della strada Stanton St. Quintin. Sul lato ovest della strada Malmesbury Seales Court, precedentemente Seales Farm, si trova all'estremità meridionale del villaggio. Un'estensione occidentale, forse adattata dalle scuderie, è stata aggiunta in seguito. Sul lato est della strada si trovano Manor Farm, con ampi edifici agricoli, e i Chestnuts.[1][2][3]

Fuori dai due villaggi furono costruite due grandi case. Seagry House fu costruita a nord della strada Stanton St. Quintin, con una loggia e scuderie accanto a quella strada e una loggia accanto alla strada Malmesbury. Vicino alle scuderie fu costruita Oak Hill House in pietra nel 1981 e nel 1987 le scuderie furono trasformate in abitazioni.

## Monumenti e luoghi d'interesse
Nel territorio di Seagry sono presenti diversi edifici e luoghi d'interesse, tra questi:
- Chiesa della Santa Vergine Maria. Si tratta di una chiesa parrocchiale anglicana risalente al XII secolo con importanti rifacimenti nel XIX secolo. Edificata in pietra squadrata con tetto in ardesia, frontoni a corona, pinnacoli e campanile a vela a ovest con bugnato. Navata si apre con il portico a sud. Gli interni sono in semplice stile inglese e la luce arriva da finestre a lancetta. La navata ha un tetto a travi con collare rinforzato ad arco, il presbiterio ha un tetto a 5 lati rivestito. La parte più importante storicamente ed artisticamente è il fonte battesimale in pietra del 1200 circa con arcate a testa triangolare rialzate. Pulpito del XIX secolo. Nella parete nord del presbiterio effigie femminile del XIV secolo che si dice sia di Isabella Mompesson. Nel transetto sud effigie di un cavaliere del XIII secolo, che si dice sia W. de Clifford, che fondò la chiesa nel 1172, e targhe intagliate del 1678 e del 1700 per Robert e Rebekah Stratton. La chiesa appartiene alla diocesi di Salisbury e dal 29 febbraio 1988 è considerata un monumento classificato di seconda categoria.[4][5]